# Giacomo Lanzetti
Giacomo Lanzetti (Carmagnola, 21 aprile 1942) è un vescovo cattolico italiano, dal 24 settembre 2015 vescovo emerito di Alba.

## Biografia
Nasce a Carmagnola, in provincia ed arcidiocesi di Torino, il 21 aprile 1942.

### Formazione e ministero sacerdotale
Entra in seminario a Giaveno nel 1953 e fa la sua vestizione clericale nel settembre 1958 a Torino.
Durante l'ultimo anno di teologia è inviato dal vescovo Felicissimo Stefano Tinivella, coadiutore personæ datus dell'arcivescovo di Torino, a perfezionare gli studi presso la Pontificia Università Salesiana: il 30 agosto 1967 consegue il diploma di qualificazione in pedagogia catechistica.
Il 26 giugno 1966 è ordinato presbitero dall'arcivescovo Michele Pellegrino (poi cardinale). Dopo l'ordinazione è vice parroco a Santena dal 1967 al 1975.
Viene invitato dal cardinale Pellegrino a fondare la nuova parrocchia di San Benedetto abate nel nascente quartiere torinese di Pozzo Strada. Prima di posare la prima pietra dell'edificio, adatta a chiesa un negozio nelle vicinanze del luogo dove sarebbe sorta la chiesa parrocchiale di San Benedetto, consacrata dall'arcivescovo Anastasio Alberto Ballestrero (poi cardinale) il 13 maggio 1978. Rimane parroco a San Benedetto per ventitré anni, dove svolge numerose attività di formazione, rese possibili anche grazie alla casa di spiritualità Oasi di San Benedetto, situata a Montanaro e utilizzata come ritrovo dei giovani della sua parrocchia.
Nel luglio 1994 è nominato dal cardinale Giovanni Saldarini assistente diocesano dell'Azione Cattolica.
Nel 2000 il cardinale Severino Poletto lo nomina vicario episcopale per la città di Torino e il 25 luglio 2001 vicario generale.

### Ministero episcopale
Il 21 giugno 2002 papa Giovanni Paolo II lo nomina vescovo ausiliare di Torino e titolare di Mariana. il 20 luglio successivo riceve l'ordinazione episcopale, nella cattedrale di Torino, con il vescovo Guido Fiandino, dal cardinale Severino Poletto, arcivescovo metropolita di Torino, co-consacranti l'arcivescovo Paolo Romeo, nunzio apostolico in Italia, e il vescovo di Acqui Pier Giorgio Micchiardi.
Il 29 settembre 2006 papa Benedetto XVI lo nomina vescovo di Alghero-Bosa; succede ad Antonio Vacca, dimessosi per motivi di salute. Il 25 novembre successivo prende possesso della diocesi.
Il 28 giugno 2010 è nominato dallo stesso papa vescovo di Alba; succede a Sebastiano Dho, dimessosi per raggiunti limiti di età. Il 6 ottobre seguente prende possesso della diocesi.
Il 16 luglio 2015 annuncia di aver presentato le dimissioni dall'incarico di vescovo di Alba per motivi di salute. Il 24 settembre dello stesso anno papa Francesco accoglie le sue dimissioni, nominando amministratore apostolico della diocesi il vescovo di Asti Francesco Guido Ravinale. Il 21 gennaio 2016 lo stesso pontefice nomina il presbitero Marco Brunetti, del clero dell'arcidiocesi di Torino, suo successore all'incarico di vescovo di Alba.

## Genealogia episcopale
La genealogia episcopale è:
- Cardinale Scipione Rebiba
- Cardinale Giulio Antonio Santori
- Cardinale Girolamo Bernerio, O.P.
- Arcivescovo Galeazzo Sanvitale
- Cardinale Ludovico Ludovisi
- Cardinale Luigi Caetani
- Cardinale Ulderico Carpegna
- Cardinale Paluzzo Paluzzi Altieri degli Albertoni
- Papa Benedetto XIII
- Papa Benedetto XIV
- Cardinale Enrico Enriquez
- Arcivescovo Manuel Quintano Bonifaz
- Cardinale Buenaventura Córdoba Espinosa de la Cerda
- Cardinale Giuseppe Maria Doria Pamphilj
- Papa Pio VIII
- Papa Pio IX
- Cardinale Alessandro Franchi
- Cardinale Giovanni Simeoni
- Cardinale Antonio Agliardi
- Cardinale Basilio Pompilj
- Cardinale Adeodato Piazza, O.C.D.
- Cardinale Sebastiano Baggio
- Cardinale Anastasio Alberto Ballestrero, O.C.D.
- Cardinale Severino Poletto
- Vescovo Giacomo Lanzetti